# Торговый дом «Михаила Брунова наследники»
Торговый дом «Михаила Брунова наследники» — компания, организованная купцом Михаилом Матвеевичем Бруновым на территории Обуховской слободы Богородского уезда Московской губернии.

## История

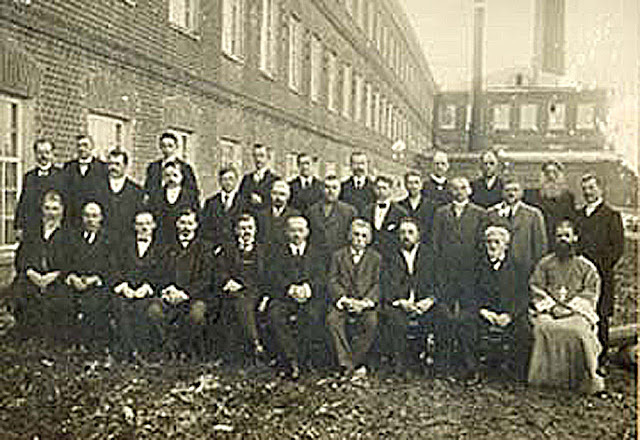
Руководящий состав парусинно-ковровой фабрики Торгового дома М.Брунова наследники

Богородский купец 1-й гильдии Михаил Матвеевич Брунов (1819—1891), который приходился сыном богородской 3-й гильдии купца Матвея Егоровича Брунова (1788—1856) первым на территории Обуховской слободы в 1869 году (по другим данным в 1860 году) занялся производством ковров — шерстяных и бумажных. Раньше примерно на том же месте располагалась кустарная фабрика ковров купца Ивана Ивановича Зверева (в некоторых источниках его фамилия — Злобин), которая была основана в 1830-х годах. Также на этой местности ковры производили Василий Лаптев и Иван Сухов. Михаил Матвеевич Брунов начинал свое производство с кустарной выработки самых простых ковров. В 1880-х годах все строения фабрики были одноэтажными, за исключением одного двухэтажного корпуса. На предприятии было 180 ткацких станов. Выделка шерстяных ковров производилась вручную. Для изготовления ковров использовалась шерстяная и пеньковая пряжа. Рабочих было от 60 до 160 человек, в зависимости от поры года. На фабрике в основном работали мещане Обуховской слободы и некоторая часть жителей деревни Шаловой. Рабочий день начинался с 5-6 утра и длился до 8-9 вечера. На завтрак выделялся 1 час времени, на обед — 1,5 часа. Если впереди были праздничные дни, то работа на фабрике заканчивалась не позднее 5 часов вечера. На фабрике работало 4 % малолетних работников от общего количества. В 1884 году заработная плата на фабрике М. М. Брунова составляла 8-15 рублей у ткачей, у учеников от 4 до 10 рублей. Красильщики и голландрщики зарабатывали 8-15 рублей. Женщины на фабрике занимались мотанием пряжи и обшиванием кромок, их обеспечивали питанием, и за работу они получали 2-3 рубля в месяц. Рабочие питались у себя дома, могли брать продукты питания в кредит их фабричного харчевого амбара. В случае необходимости предоставления медицинской помощи, рабочие обращались к фельдшеру на фабрике Тюляева. В 1890 году на фабрике Михаила Брунова наладилось механическое производство ковров. Был основан Торговый дом «М. М. Брунова наследники». В этот период появился первый каменный фабричный корпус, позже было построено еще три фабричных корпуса, что позволило фабрике стать одной из крупнейших в Российской империи. Продукция фабрики продавалась на Лейпцигской, Нижегородской ярмарках. К 1917 году на фабрике работало 70 ковровоткацких станов. На них вырабатывали 50 тысяч квадратных метров ковров в год. На выставке в Париже в 1907 году фабрика Брунова получила золотую медаль.

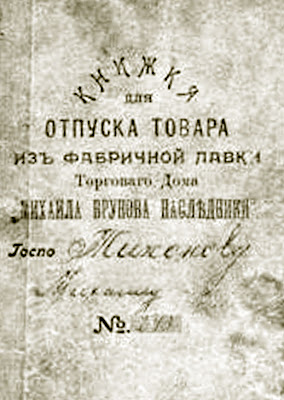
Книжка отпуска товара

В 1879 году (по другим данным — в 1882 году) его родственник, еще один богородский купец Петр Григорьевич Брунов, открыл в селе Каменка Васильевская коврово-клееночную фабрику. На предприятии было 20 ткацких станков, на которых выделывались шерстяные, бархатные и бумажные ковры, и мешки. В 1896 году было создано Товарищество Петровско-Никитской манкфактуры ковровых, клеенчатых и льноткацких изделия «П. Г. Брунов и Ко». Основной капитал Товарищества составил 500 тысяч рублей. Директором-распорядителем был Петр Григорьевич Брунов. Директором купеческий сын Иван Петрович Брунов, кандидат — купеческий внук Григорий Иванович Брунов.
На обеих фабриках работало около 1000 рабочих (по 500 на каждой). В 1890 году Михаил Брунов передал управление фабрикой своим сыновьям. В этом же году обуховские ковры получили золотую медаль на выставке в Париже.
В 1896 году фабрика Михаила Брунова и фабрика Петра Брунова получили серебряные медали на Всероссийской выставке в Нижнем Новгороде.
В 1917 году фабрика была национализирована. Бруновы жили в Обухове еще какое-то время, их след прослеживается до начала 1930-х годов. Ковровая фабрика М. М. Брунова стала носить имя Я. Э. Рудзутака. По состоянию на 1933 год фабрика вырабатывала 276 тысяч квадратных метров ковров и 210 тысяч метров квадратных бельтинговых тканей.